# Brachymenes dyscherus
Brachymenes dyscherus är en stekelart som först beskrevs av Henri Saussure 1852.  Brachymenes dyscherus ingår i släktet Brachymenes och familjen Eumenidae. Utöver nominatformen finns också underarten B. d. catharinae.